# La Soledad, Jiménez
La Soledad är en ort i Mexiko.   Den ligger i kommunen Jiménez och delstaten Michoacán de Ocampo, i den centrala delen av landet, 270 km väster om huvudstaden Mexico City. La Soledad ligger 1 999 meter över havet och antalet invånare är 154.
Terrängen runt La Soledad är kuperad norrut, men söderut är den platt. Runt La Soledad är det ganska tätbefolkat, med 58 invånare per kvadratkilometer. Närmaste större samhälle är Panindícuaro de la Reforma, 15,4 km nordväst om La Soledad. I omgivningarna runt La Soledad växer huvudsakligen savannskog.